# Bạo loạn nhà tù Támara
Vào ngày 20 tháng 6 năm 2023, xảy ra một vụ nổi loạn tại Trung tâm Xã hội Hóa và Thích nghi cho Phụ nữ, một nhà tù dành riêng cho phụ nữ ở Támara, Honduras. Vụ nổi loạn được cho là do xung đột giữa các thành viên của băng đảng MS-13 và Barrio 18. Trong cuộc nổi loạn này, có 46 người thiệt mạng, hầu hết là do cháy xảy ra trong sự hỗn loạn. Hiện tại, các điều kiện chính xác xung quanh vụ việc đang được điều tra làm rõ.

## Bối cảnh
Trung tâm Xã hội Hòa nhập cho Phụ nữ (WCSA) là một nhà tù phụ nữ nằm ở Támara, Tỉnh Francisco Morazán, cách thủ đô Honduras, Tegucigalpa khoảng 20 km. Vào thời điểm đó, nhà tù chứa từ 800 đến 900 tù nhân, gấp đôi khả năng chứa đựng. Nhà tù đã trở thành hiện trường liên tục của xung đột giữa các băng đảng, đặc biệt là giữa hai băng đảng đối địch là Băng đảng 18 và MS-13. Số vụ giết người tăng lên trong nhà tù trong những năm trước cuộc nổi loạn, với các vụ việc bạo lực được ghi nhận lần đầu tại cơ sở này vào năm 2020.
Tội phạm tổ chức là một thực thể phổ biến ở Honduras và thường được củng cố bởi việc buôn bán ma túy bất hợp pháp. Các băng đảng Honduras thường có sự ảnh hưởng rất lớn trong nhà tù, nơi tù nhân thường thiết lập nền kinh tế giả và quy tắc. Xung đột giữa các băng đảng trong và giữa các nhà tù là chuyện thường, khi các cơ sở thường đặt các băng đảng đối địch gần nhau. Trong báo cáo năm 2021, Tổ chức Nhân quyền Quốc tế (Human Rights Watch) đã nêu rõ rằng "Tình trạng quá tải, dinh dưỡng không đủ, vệ sinh kém, đánh đập, bạo lực giữa các băng nhóm và giết người tù nhân là căn bệnh kinh niên trong nhà tù [Honduras]." Hàng lậu, như ma túy, súng ngắn, súng máy và lựu đạn, đã được phát hiện trong nhà tù Honduras. Lực lượng an ninh thường bị tù nhân hối lộ.
Năm 2012 tại Comayagua, có 361 người thiệt mạng trong vụ cháy nhà tù tử vong nhất được ghi nhận. Vào tháng 12 năm 2019, có 40 tù nhân thiệt mạng trong một đợt bạo lực xảy ra tại hai nhà tù dành riêng cho nam ở Honduras trong một cuối tuần duy nhất.

## Cuộc bạo động
Theo Delma Ordóñez, chủ tịch một hiệp hội gia đình tù nhân, một cuộc đấu tranh bùng phát giữa các thành viên của hai băng đảng đối địch là Barrio 18 và MS-13. Một phạm nhân bị thương cho biết thành viên của Barrio 18 xông vào một khối tù và bắn vào những phạm nhân khác hoặc đốt cháy họ. Hầu hết nạn nhân đã chết bị cháy; một số đã bị bắn. Hình ảnh được phát hành bởi các phương tiện truyền thông địa phương cho thấy khói đen bốc lên từ nhà tù. Người phát ngôn của Văn phòng Viện Trưởng Công tố viên công bố Yuri Mora cho biết chính phủ không thể xác nhận thông tin cụ thể về sự cố vào thời điểm này.

## Hậu quả
Ban đầu, thông báo cho biết ít nhất 41 người đã thiệt mạng, và các cơ quan chức năng cảnh báo rằng con số này có thể tăng lên, sau đó con số người thiệt mạng đã được nâng lên thành 46 người. Có bảy phạm nhân đang được điều trị tại một nhà tù địa phương tại Tegucigalpa. Khu vực bắt đầu cuộc nổi dậy đã bị phá hủy hoàn toàn. Đây là vụ việc gây thương vong nghiêm trọng nhất tại một trại giam nữ ở Trung Mỹ kể từ năm 2017, khi các cô gái tại một cơ sở trẻ mồ côi ở Guatemala đốt cháy nệm để phản đối tình dục bạo lực và sự ngược đãi chung, khiến 41 người thiệt mạng.
Julissa Villanueva, người đứng đầu hệ thống nhà tù Honduras, đã cho rằng cuộc bạo loạn bắt đầu do các biện pháp kiểm soát hoạt động bất hợp pháp trong nhà tù của quốc gia này. Trong bài phát thanh truyền hình sau cuộc bạo loạn, bà nói "chúng tôi sẽ không từ bỏ." Trên Twitter, bà tuyên bố tình trạng khẩn cấp và thông báo rằng lực lượng cứu hỏa, cảnh sát và quân đội sẽ can thiệp. Xiomara Castro, tổng thống Honduras, chỉ trích an ninh nhà tù và lực lượng thực thi pháp luật đã có thái độ chủ quan và thậm chí nhất trí với những kẻ bạo loạn, bà viết trên mạng xã hội rằng bà sẽ "thực hiện các biện pháp quyết liệt".
Đáp lại vụ việc, Chính phủ Honduras ban hành hai Nghị quyết Hành pháp, một công bố tình trạng khẩn cấp về vụ việc và một khác chỉ đạo quân đội xây dựng một nhà tù an ninh tối đa trên Quần đảo Swan, nơi các băng nhóm và phạm nhân bạo lực sẽ được chuyển đến.